# Carretera de Nebraska 27
La Carretera de Nebraska 27 (en inglés: Nebraska Highway 27) es una carretera estatal estadounidense ubicada en el estado de Nebraska. La carretera inicia en el Sur desde la Segmento sur KS 27  sur de Haigler- Segmento medio de la I 80  cerca de Chappell - Segmento del Norte de la NE 2  en Ellsworth hacia el Norte en la Segmento sur de la KS 27  al sur de Haigler- Segmento medio de la I 80  cerca de Chappell - En el segmento Norte por la SD 391  en Gordon, y tiene longitud de 88,2 km (54.81 mi).

## Mantenimiento
Al igual que las autopistas interestatales, y las rutas federales y el resto de carreteras estatales, la Carretera de Nebraska 27 es administrada y mantenida por el Departamento de Carreteras de Nebraska por sus siglas en inglés NDOR.

## Cruces
La Carretera de Nebraska 27 es atravesada principalmente por la Segmento del Norte  US 20  en Gordon.